# Assumption College
Assumption College é uma faculdade privada, católica romana, de artes liberais localizada em 185 acres (aproximadamente 750 000 m²), na cidade Worcester, no estado de Massachusetts, EUA. Fundada em 1904, pela Congregação dos Agostinianos da Assunção. A faculdade tem cerca de 2 117 estudantes. A faculdade confere diploma de Bachelor of Arts no seu programa de graduação, Master of Arts e Masters of Business Administration no seu programa de pós-graduação, e também diploma de tecnólogo através do seu programa de Educação Continuada.